# Pterogorgia citrina
Pterogorgia citrina är en korallart som först beskrevs av Eugen Johann Christoph Esper 1792.  Pterogorgia citrina ingår i släktet Pterogorgia och familjen Gorgoniidae. Inga underarter finns listade i Catalogue of Life.